# Raymond Lefebvre (écrivain)
Ne doit pas être confondu avec Raymond Lefebvre (compositeur).
Pour les articles homonymes, voir Lefebvre.
Raymond-Louis Lefebvre, né à Vire le 24 avril 1891 et présumé mort le 1er octobre 1920 en mer de Barents, au large de la péninsule de Rybatchi (Russie), est un écrivain et journaliste français, connu en tant que militant pacifiste, socialiste puis communiste.

## Biographie

### Jeunesse et formation (1891-1912)
Raymond Louis Lefebvre est issu d'un milieu bourgeois et calviniste. Son père, Albert Alphonse Lefebvre, inspecteur divisionnaire d'assurance, descend d'une famille de grands industriels protestants mulhousiens, les Dollfus, tandis que sa mère, Marguerite Charlotte Sayous, fille du théologien Édouard Sayous, appartient à une famille huguenote.
Avant 1905, la famille Lefebvre quitte la Normandie pour s'installer à Paris. Entre 1908 et 1910, Raymond poursuit des études littéraires au Lycée Janson-de-Sailly, où il rencontre Paul Vaillant-Couturier, qui devient son ami. Tout en préparant une licence d'histoire et de géographie à la Sorbonne, qu'il obtient en 1912, il étudie à l'École libre des sciences politiques.
Marqué par les valeurs chrétiennes mais déjà influencé par certaines idées socialistes voire libertaires, le jeune étudiant est alors hostile à la bourgeoisie libérale et anticléricale qui détient le pouvoir depuis les premières années du siècle. Lecteur de Jarry et de Barrès, Lefebvre est ainsi attiré aussi bien par l'Action française que par la Confédération générale du travail. Il croit en « un conservatisme intelligent qui [ferait] une place extrêmement large à l'internationalisme et au prolétariat ».

### Engagement pacifiste et expérience de la guerre (1911-1918)
Dès 1911, l'internationalisme de Lefebvre le rapproche des milieux pacifistes qui militent pour la paix entre la France et l'Allemagne. Cet engagement pacifiste est conforté, l'année suivante, par la lecture de Romain Rolland et par l'expérience du service militaire dans le service auxiliaire : infirmier au fort de Givet pendant une épidémie de fièvre typhoïde, Lefebvre est vivement ému par le gâchis de tant de vies humaines. En 1913, il pétitionne ainsi contre la loi des trois ans et se rapproche du cercle syndicaliste révolutionnaire de La Vie ouvrière mené par Pierre Monatte.
Quand éclate la Première Guerre mondiale, Lefebvre est mobilisé et à nouveau affecté comme infirmier dans un hôpital. En 1916, il est blessé lors de la bataille de Verdun. Rendu momentanément amnésique et muet par une commotion cérébrale, il est évacué du front et soigné dans un hôpital de Lyon. Réformé et rentré à Paris, il participe, avec Vaillant-Couturier et Henri Barbusse, à la fondation de l'Association républicaine des anciens combattants (ARAC) en novembre 1917. Entre la fin de cette dernière année et le début de l'année 1918, il salue aussi bien la Révolution russe d'octobre que la présentation des « quatorze points » du président Wilson, deux évènements qui annoncent la fin des hostilités.
Déjà atteint par la tuberculose lorsqu'il était au front, il est envoyé en cure puis en sanatorium entre mai 1918 et avril 1919. Il est ainsi absent du congrès de l'ARAC, dont il devient bientôt l'un des vice-présidents. Il s'installe ensuite à Prades avec sa compagne, l'artiste Mela Muter, puis avec sa mère et sa grand-mère à Allevard. Plus tard, à partir d'octobre 1919, il habitera dans la rue de Pontoise à Montmorency.

### Du socialisme au communisme (1919)

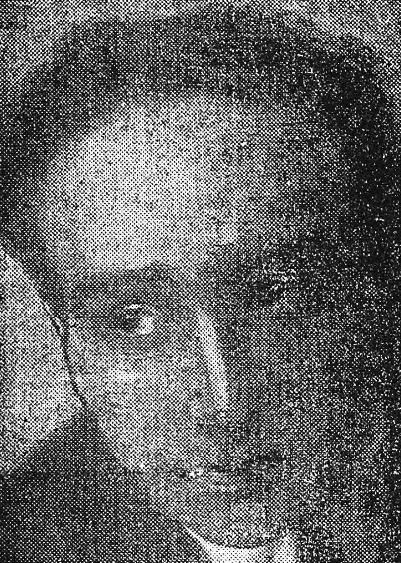
Photographie de Lefebvre publiée dans L'Humanité en 1920.

Adhérent de la SFIO depuis 1915 ou 1916, Lefebvre est l'auteur de nombreux articles pour La Vérité, La Vie ouvrière, L'Humanité et Le Populaire, qui est alors l'organe des minoritaires pacifistes du parti, sous la direction de Jean Longuet. En mai 1919, Lefebvre participe à la fondation du groupe « Clarté » avec Barbusse.
Dès cette époque, il prône le ralliement de toute la gauche révolutionnaire à la Troisième Internationale, ou Internationale communiste (IC), initiée par les bolcheviks et à laquelle il adhère individuellement en août 1919. Devenu nettement hostile au réformisme et à la social-démocratie, voire à la démocratie, il érige la révolution et la dictature bolchévique en un modèle qu'il faudrait, selon lui, adapter aux réalités françaises. Au sein du socialisme français, il est l'un des plus fermes opposants à l'intervention de l'Entente contre les communistes russes.
Malgré cette radicalisation, il accepte de figurer aux côtés de réformistes tels que Sembat sur la liste socialiste du premier secteur de la Seine lors des élections législatives d'octobre-novembre 1919. Il obtient 59 252 voix mais n'est pas élu. Membre du Comité pour l'adhésion à la Troisième Internationale, il prend la parole au congrès de la SFIO à Strasbourg en février 1920. À son retour, il a maille à partir avec la Justice pour avoir tenu des propos séditieux à l'encontre du président Poincaré quelques semaines plus tôt lors d'un meeting à Enghien.

### Mystérieuse disparition (1920)

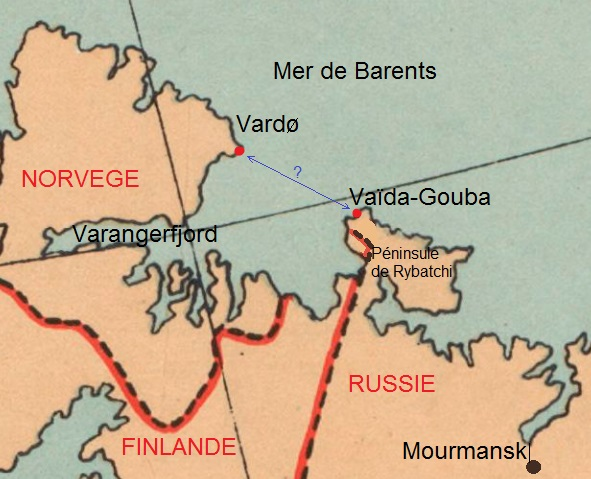
Le point d'interrogation marque le lieu présumé de la disparition de Lefebvre, Lepetit et Vergeat.

En juillet 1920, malgré le refus des autorités françaises de lui délivrer un passeport, Raymond Lefebvre se rend à Moscou, en compagnie des syndicalistes Jules Lepetit et Marcel Vergeat, afin de prendre part au deuxième congrès de l'IC et de pouvoir observer les changements opérés par la Révolution. Après le congrès, les trois Français se rendent en Ukraine avec Jacques Sadoul puis, en septembre, ils sont rejoints pendant quelques jours par Victor Serge. Pendant son séjour, Lefebvre signe le manifeste du Proletkoult de Lounatcharski.
À l'arrivée de l'automne, les trois militants auraient tenté de rentrer en France. Faute de passeports et craignant d'être bloqués à la frontière estonienne, ils auraient décidé, à l'instar de camarades tchécoslovaques, de gagner la Norvège par la mer. Le soir du 28 septembre ou le matin du 29, ils auraient ainsi embarqué à bord d'un petit bateau à voile à Vaïda-Gouba, petit port de la péninsule de Rybatchi situé près de la frontière finno-russe.
Le 25 novembre, le représentant à Stockholm du commissariat des Affaires étrangères de la  République soviétique fédérative, Frédéric Ström, reçoit un message de Vardø annonçant que « les camarades français [ainsi que les quatre pêcheurs qui les accompagnaient] ont vraisemblablement péri le 1er octobre entre Vaidaguva [Vaïda-Gouba] et Vardoe [Vardø] ». Ström émet l'hypothèse d'une arrestation par la Garde blanche finlandaise mais juge plus « vraisemblable » un « accident » de navigation dû à un orage. Cinq jours plus tard, sur la foi de télégrammes reçus de Vardø et de Mourmansk, les communistes suédois annoncent à leurs homologues français la confirmation de la mort des trois hommes.
Immédiatement, cette disparition mystérieuse éveille des suspicions. Ainsi, dès le 2 décembre, dans le journal de droite Le Figaro, Louis Latzarus évoque la possibilité d'un assassinat politique : Lénine ou Trotsky auraient voulu éliminer des « enquêteurs trop clairvoyants », les trois militants ayant rédigé des lettres plutôt critiques sur le régime bolchévique. Un autre journaliste, dans La Démocratie nouvelle, rapporte quant à lui que les disparus auraient « découvert des faits particulièrement graves [...] au passif du camarade Sadoul ». Ces affirmations sont aussitôt contredites par L'Humanité, Vaillant-Couturier évoquant pour sa part des « lettres enthousiastes » de son ami Raymond Lefebvre. Cependant, cet enthousiasme ne semble pas avoir été partagé par Lepetit, dont l'une des dernières lettres, datée du 28 juillet et écrite après la visite de Iambourg, déplore certains « des mauvais côtés de la révolution ».
En janvier 1921, la piste de l'assassinat politique est appuyée par le Morning Post, dont le correspondant en Norvège fait état d'un télégramme envoyé de Vardø expliquant que les trois hommes auraient embarqué sur le cutter du socialiste scandinave Bodin et que le bateau aurait été arraisonné par les agents de Lénine, qui auraient jeté les Français par-dessus bord. Un autre télégramme, adressé depuis Réval et diffusé par l'agence de presse du socialiste anti-bolchévique Boris Savinkov rapporte les mêmes faits et précise que les agents russes en auraient profité pour saisir des papiers. Criant au « mensonge » et à la « diffamation », L'Humanité réplique en publiant un nouveau télégramme de Ström en faveur de la thèse officielle d'un naufrage. La thèse de l'assassinat, répandue à droite, est également partagée par des anarchistes tels qu'Armando Borghi et François Mayoux.
Dans ses souvenirs, l'ex-militant communiste anti-stalinien Marcel Body estime que la thèse officielle d'un naufrage n'est pas plausible et soupçonne l'implication de Grigori Zinoviev, alors président du Komintern, dans la disparition des trois Français.
Pendant le congrès de la SFIO à Tours, qui se tient quelques semaines après l'annonce de la mort de Lefebvre, le militant communiste est cité en exemple par les partisans de l'adhésion à l'IC. Celle-ci est votée à une large majorité, donnant ainsi naissance à la Section française de l'Internationale communiste (SFIC).

## Principales œuvres
- Le Sacrifice d'Abraham, Paris, Flammarion, 1919.
- (Avec Paul Vaillant-Couturier) La Guerre des soldats, Paris, Flammarion, 1919.
- La Révolution ou la Mort, Paris, Éditions Clarté, 1920.
- (Posthume) L’Éponge de vinaigre, Paris, Éditions Clarté, 1921.